# Campo magnetico interplanetario

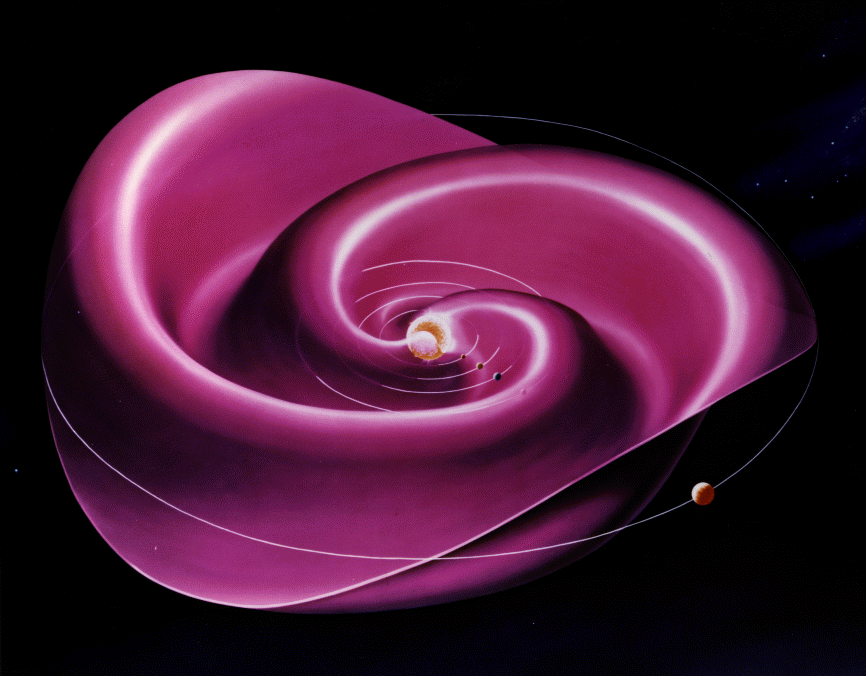
La corrente eliosferica diffusa è un esempio di spirale di Parker tridimensionale che risulta dall'influenza del campo magnetico del Sole sul plasma del mezzo interplanetario.

Il campo magnetico interplanetario (abbreviato in IMF, sigla dell'inglese Interplanetary Magnetic Field) è il campo magnetico solare trasportato nello spazio interplanetario del nostro sistema planetario dal vento solare.

## Descrizione
Dal momento che è costituito fondamentalmente da plasma, il vento solare ne presenta quindi le medesime peculiarità fisiche: essendo infatti un ottimo conduttore di corrente elettrica, il plasma del vento solare veicola con sé le linee di forza del campo magnetico. La pressione dinamica del vento domina sulla pressione magnetica in gran parte del sistema solare (costituendo di fatto una struttura emboliforme detta eliosfera), sicché il campo magnetico è costretto in una spirale archimedea (la spirale di Parker) dalla combinazione del moto in allontanamento dalla stella e dalla sua rotazione. 
A seconda dell'emisfero e della fase del ciclo solare, il campo magnetico spiraleggia in direzione del sole o in direzione dello spazio interplanetario; esso segue il medesimo andamento spiraliforme sia a nord sia a sud dell'equatore dell'eliosfera, ma a versi invertiti. Questi due domini magnetici sono separati da una doppia corrente, la corrente eliosferica diffusa, che cambia di aspetto ogni volta in cui si verifica, al termine del ciclo dell'attività solare, l'inversione delle polarità magnetiche (ovvero ogni undici anni circa).
Il plasma del mezzo interplanetario è inoltre responsabile dell'intensità del campo magnetico solare presso l'orbita terrestre, oltre 100 volte più intenso del valore teorico. Infatti, se lo spazio fosse completamente vuoto, il campo magnetico solare, di intensità 10−4 tesla (T) alla superficie solare, si ridurrebbe, proporzionalmente al cubo della distanza, a circa 10−11 T in corrispondenza dell'orbita terrestre; tuttavia, i satelliti hanno misurato un'intensità cento volte maggiore, pari a circa 10−9 T. La teoria magnetoidrodinamica (MHD) predice che il moto di un fluido conduttore (nel caso, il mezzo interplanetario) in un campo magnetico, induce la formazione di correnti elettriche che a loro volta generano ulteriori campi magnetici, che si sommano al campo magnetico principale, comportandosi quindi come una dinamo MHD.